# Дзамихов, Анзор Ратмирович
Анзо́р Ратми́рович Дзами́хов (3 апреля 1975) — российский футболист, играл на позициях полузащитника и нападающего.

## Карьера

### Клубная
Профессиональную карьеру начал в 1993 году в клубе Второй лиги «Автозапчасть» из Баксана. Далее поочерёдно сменял клуб из Баксана с нальчикским «Спартаком». В 1998 году играл во владикавказской «Алании». В 1999 году перебрался в нижегородский «Локомотив», за который дебютный гол забил 12 мая того же года. 20 июня 2000 года был дисквалифицирован на 5 матчей за нецензурное оскорбление после матча с московским ЦСКА арбитра Сергея Фурсу. Далее играл в раменском «Сатурне» и элистинском «Уралан», всякий раз возвращаясь в нальчикский «Спартак». Профессиональную карьеру завершал в 2006 году в астраханском клубе «Волгарь-Газпром».

### Тренерская
В 2008 году был одним из помощников главного тренера любительского клуба «Малка» из одноимённого села.